# Nykysuomen sanakirja

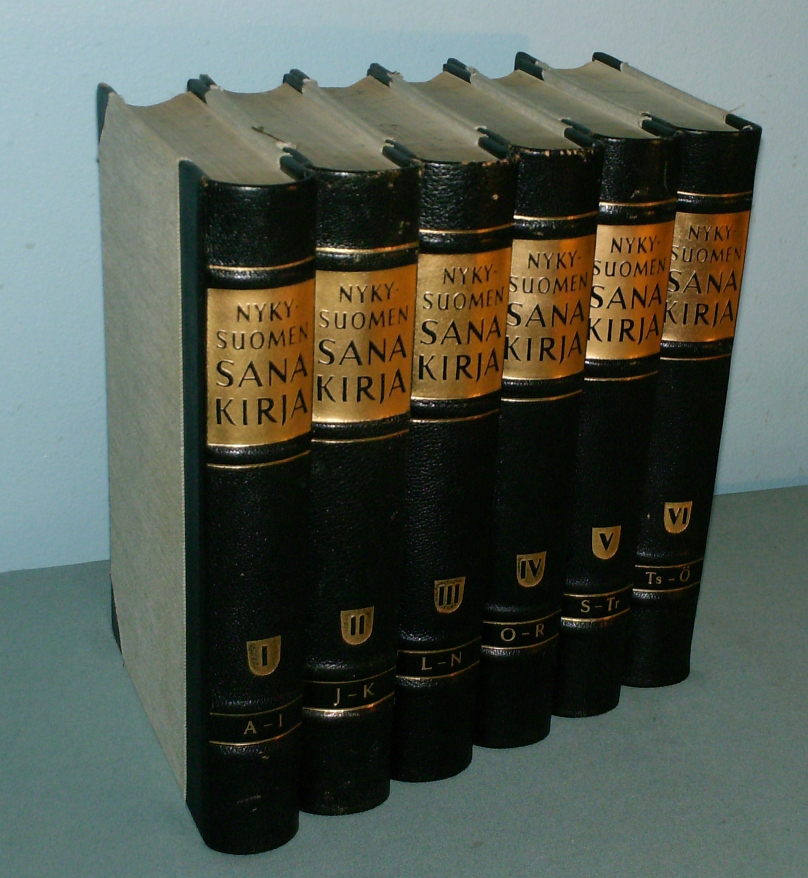
Nykysuomen sanakirja.

Nykysuomen sanakirja är en ordbok över finska språket som fick sin början med ett beslut i Finlands riksdag 1927. 
Nykysuomen sanakirja är en deskriptiv ordbok som avser att presentera hela det centrala ordförrådet i det finska skriftspråket från 1880-talet fram till 1950-talet. Ordboken, som upptar omkring 200 000 uppslagsord, kom ursprungligen ut i sex band 1951–1961, men gavs redan 1965 med oförändrat innehåll ut i en så kallad folkupplaga i tre band. Som supplement till Nykysuomen sanakirja har senare utkommit en ordbok över främmande ord i finskan (1973), en ordbok över nyord, slangord, förkortningar och utländska ortnamn (1980) och en etymologisk ordbok (1987). Huvudman för ordboken 1951–1961 var Finska litteratursällskapet.
Nykysuomen sanakirja har fått en fortsättning i Suomen kielen perussanakirja, en ordbok över ordförrådet i den moderna finskan som kom ut i tre band 1990, 1992 och 1994. Den gavs 1997 ut i elektronisk version, CD-Perussanakirja. Ordboken innehåller omkring 100 000 uppslagsord, även facktermer och vardagliga uttryck av ett slag som ofta förekommer i massmedierna. Av uppslagsorden är 20 000 sådana som saknas i Nykysuomen sanakirja. Huvudman för denna ordbok är Forskningscentralen för de inhemska språken. 